# Shara Gillow
Shara Gillow (ur. 23 grudnia 1987 w Nambour) – australijska kolarka szosowa, trzykrotna medalistka mistrzostw świata.

## Kariera
Pierwszy sukces w karierze Shara Gillow osiągnęła w 2011 roku, kiedy zdobyła złote medale w wyścigu ze startu wspólnego i indywidualnej jeździe na czas na kolarskich mistrzostwach Oceanii. Od 2012 roku jeździ w barwach teamu Orica-AIS, z którym zdobyła srebrny medal w drużynowej jeździe na czas na mistrzostwach świata w Valkenburgu. W tej samej konkurencji zdobyła także brązowy medal podczas rozgrywanych rok później mistrzostw świata we Florencji. W 2012 roku wystąpiła na igrzyskach olimpijskich w Londynie, gdzie była trzynasta w indywidualnej jeździe na czas, a wyścig ze startu wspólnego ukończyła na 39. miejscu. Ponadto w latach 2011-2013 zdobywała złote medale mistrzostw Australii w indywidualnej jeździe na czas.